# Bruno Renner
Bruno Renner (Trieste, 15 novembre 1913 – ...) è stato un cestista italiano.

## Carriera
Ha vinto due scudetti con la Ginnastica Triestina nel 1939-40 e nel 1940-41. Ha preso parte agli Europei 1939 con la Nazionale italiana.

## Palmarès
- Campionato italiano: 2

Ginnastica Triestina: 1939-40, 1940-41